# Gianfranco Di Julio
Gianfranco Di Julio (Caracas, 7 de julio de 1986) es un futbolista venezolano, juega de mediocampista y se encuentra sin equipo.
Di Julio ha jugado en numerosos clubes extranjeros como el Calcio Chieti de Italia y UD Salamanca de España.

## Clubes
| Club                    | País      | Año       |
| ----------------------- | --------- | --------- |
| Club Isernia            | Italia    | 2003-2004 |
| Chieti                  | Italia    | 2004-2005 |
| Gela                    | Italia    | 2005-2006 |
| Santegidiese            | Italia    | 2006      |
| Montesilvano            | Italia    | 2007      |
| Villarreal CF C         | España    | 2007      |
| UD Salamanca B          | España    | 2008      |
| Centro Italo            | Venezuela | 2008-2009 |
| Deportivo Italia        | Venezuela | 2009-2011 |
| Yaracuyanos Futbol Club | Venezuela | 2012      |
| Atlético Venezuela      | Venezuela | 2012-2013 |
| Giulianova Calcio       | Italia    | 2013-2014 |
| U.S.D. Recanatese 1923  | Italia    | 2014-2016 |

- Datos: Q5558102